# 鄧巴 (內布拉斯加州)
鄧巴（英語：Dunbar）是位於美國內布拉斯加州奧托縣的村。

## 人口
根據2020年美國人口普查的數據，鄧巴的面積為0.60平方千米，皆為陸地。當地共有人口165人，而人口密度為每平方千米275人。